# Guennadi Ivànovitx Gueràssimov
|  | Per a altres significats, vegeu «Guennadi Gueràssimov». |

Guennadi Ivànovitx Gueràssimov (rus, Геннадий Иванович Герасимов, 3 de març de 1930 - 14 de setembre de 2010) va ser l'últim ambaixador soviètic, i posteriorment rus, a Portugal des de 1990 a 1995. Anteriorment va ser portaveu d'afers exteriors de Mikhail Gorbatxov i secretari de premsa d'Eduard Shevardnadze.
És conegut per haver encunyat l'expressió "Doctrina Sinatra" en referència a la política de no intervenció de Gorbatxov respecte a altres membres del Pacte de Varsòvia. Quan se li va preguntar, durant la visita de Mikhaïl Gorbatxov a Praga el 1987, quina era la diferència entre la Primavera de Praga i la perestroika, Gueràssimov va respondre: "dèneu anys".
Va ser reconegut l'any 1990 com a Comunicador de l'Any per l'Associació Nacional de Comunicadors del Govern (American) (NAGC).
S'esmenta a la cançó de Billy Bragg "Moving the Goalposts".